# Karl Ludwig von Schony

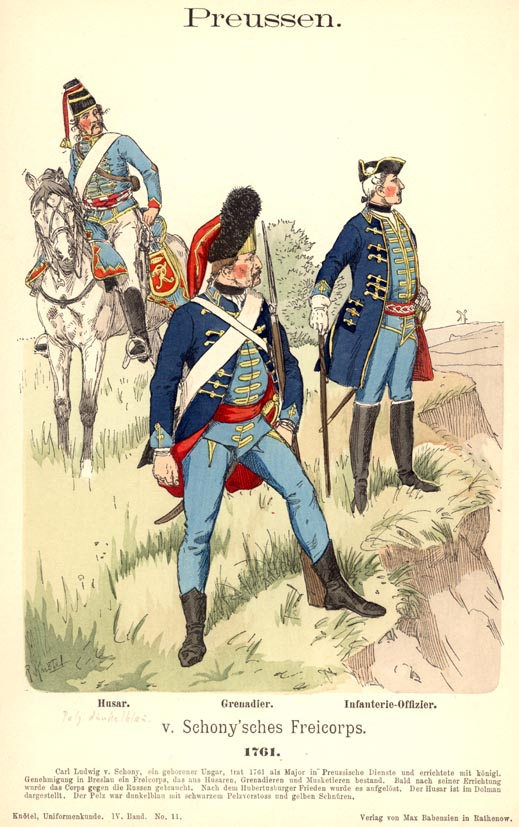
Von Schony'sches Freikorps. 1761

Karl Ludwig von Schony war preußischer Major und Führer eines preußischen Freikorps (F IV).

## Leben
Er war Rittmeister in einem Württembergischen Husarenregiment, bevor er am 17. März 1761 ein Patent für ein preußisches Freikorps erhielt und zum Major ernannt wurde. Es sollte nach Vereinbarung vom 29. Mai 1761 aus einem Ungarischen Freigrenadierkorps von vier Kompanien (16 Offiziere, 469 Mann) und einem Ungarischen Frei-Husarenkorps von zwei Eskadrons (19 Offiziere, 226 Mann) bestehen. Dazu sollten unter gefangenen Ungarn in Breslau geworben werden.
Er nahm an den Gefechten bei Kreyersbach und bei Börnichen teil, ferner kämpfte es in der Schlacht bei Burkersdorf und wurde dann für Deckungsaufgaben bei Schweidnitz verwendet. Ende 1762 wurde es dann mit dem Freikorps Hüllessem zusammengelegt.
Nach dem Frieden von Hubertusburg wurde die Einheit 1763 aufgelöst.
Schony ging dann nach Polen, wo er 1767 wieder Truppen warb.